# Europa-Parlamentsvalget 1979 i Danmark
Europa-Parlamentsvalget 1979 i Danmark blev afholdt 7. juni 1979. Det var det første direkte valg til Europa-Parlamentet. Der blev valgt 15 medlemmer af parlamentet i Danmark som udgjorde et samlet valgområde. Der var opstillet 11 kandidatlister. Valgdeltagelsen ved valget var 47,8 %.
Der var indgået to valgforbund ved valget:
- Det Konservative Folkeparti, Centrum-Demokraterne, Kristeligt Folkeparti og Venstre
- Retsforbundet, Socialistisk Folkeparti, Folkebevægelsen mod EF og Venstresocialisterne

## Valgresultat
| Parti                            | Parti                            | Stemmer   | %      | Mandater |
| -------------------------------- | -------------------------------- | --------- | ------ | -------- |
|                                  | Socialdemokratiet                | 382.487   | 21,92  | 3        |
|                                  | Radikale Venstre                 | 56.944    | 3,26   | 0        |
|                                  | Det Konservative Folkeparti      | 245.309   | 14,06  | 2        |
|                                  | Retsforbundet                    | 59.379    | 3,40   | 0        |
|                                  | Socialistisk Folkeparti          | 81.991    | 4,70   | 1        |
|                                  | Centrum-Demokraterne             | 107.790   | 6,18   | 1        |
|                                  | Folkebevægelsen mod EF           | 365.760   | 20,96  | 4        |
|                                  | Kristeligt Folkeparti            | 30.985    | 1,78   | 0        |
|                                  | Venstre                          | 252.767   | 14,48  | 3        |
|                                  | Venstresocialisterne             | 60.964    | 3,49   | 0        |
|                                  | Fremskridtspartiet               | 100.702   | 5,77   | 1        |
| I alt                            | I alt                            | 1.745.078 | 100,00 | 15       |
|                                  |                                  |           |        |          |
| Gyldige stemmer                  | Gyldige stemmer                  | 1.745.078 | 97,96  |          |
| Ugyldige/blanke stemmer          | Ugyldige/blanke stemmer          | 36.426    | 2,04   |          |
| Stemmer i alt                    | Stemmer i alt                    | 1.781.504 | 100,00 |          |
| Stemmeberettigede/valgdeltagelse | Stemmeberettigede/valgdeltagelse | 3.725.235 | 47,82  |          |
| Kilde: Danmarks Statistik        |                                  |           |        |          |

## De valgte mandater
De valgte var:
- Socialdemokratiet:
  1. Kjeld Olesen (150.291 personlige stemmer)
  2. Mette Groes (24.990 personlige stemmer)
  3. Eva Gredal (16.329 personlige stemmer)
- Det Konservative Folkeparti:
  1. Poul Møller (153.227 personlige stemmer)
  2. Kent Kirk (11.522 personlige stemmer)
- Socialistisk Folkeparti:
  1. Bodil Boserup (16.036 personlige stemmer)
- Centrum-Demokraterne:
  1. Erhard Jakobsen (93.147 personlige stemmer)
- Folkebevægelsen mod EF:
  1. Else Hammerich (78.164 personlige stemmer)
  2. Jørgen Bøgh (26.362 personlige stemmer)
  3. Sven Skovmand (17.048 personlige stemmer)
  4. Jens-Peter Bonde (12.048 personlige stemmer)
- Venstre:
  1. Tove Nielsen (38.224 personlige stemmer)
  2. Niels Jørgen Haagerup (28.392 personlige stemmer)
  3. Jørgen Brøndlund Nielsen (21.076 personlige stemmer)
- Fremskridtspartiet
  1. Kai Nyborg (45.048 personlige stemmer)

### Ændringer i valgperioden
| Fratrådt     | Tiltrådt        | Dato             | Bemærkninger                                                                  |
| ------------ | --------------- | ---------------- | ----------------------------------------------------------------------------- |
| Kjeld Olesen | Ove Fich        | 7. november 1979 | Olesen fratrådte da han blev udenrigsminister i Regeringen Anker Jørgensen IV |
| Mette Groes  | Eggert Petersen | 9. oktober 1980  |                                                                               |

| Navn       | Parti              | Nyt parti                   | Fra dato         |
| ---------- | ------------------ | --------------------------- | ---------------- |
| Kai Nyborg | Fremskridtspartiet | Det Konservative Folkeparti | 24. oktober 1983 |

## Valget i Grønland
Europa-Parlamentsvalget i Grønland blev afholdt 9. juni 1979. Grønland valgte et medlem af Europa-Parlamentet. Der var opstillet to kandidater: Finn Lynge fra Siumut og Jørgen Hertling fra Atassut. Finn Lynge blev valgt.
| Parti                            | Parti                            | Stemmer | %      | Mandater |
| -------------------------------- | -------------------------------- | ------- | ------ | -------- |
|                                  | Siumut                           | 5.118   | 55,27  | 1        |
|                                  | Atassut                          | 4.142   | 44,73  | 0        |
| I alt                            | I alt                            | 9.260   | 100,00 | 1        |
|                                  |                                  |         |        |          |
| Gyldige stemmer                  | Gyldige stemmer                  | 9.260   | 94,76  |          |
| Ugyldige/blanke stemmer          | Ugyldige/blanke stemmer          | 512     | 5,24   |          |
| Stemmer i alt                    | Stemmer i alt                    | 9.772   | 100,00 |          |
| Stemmeberettigede/valgdeltagelse | Stemmeberettigede/valgdeltagelse | 29.188  | 33,48  |          |
| Kilde: Folketingsårbog 1978-79   |                                  |         |        |          |